# Johnny Beecher
John "Johnny" Beecher, född 5 april 2001, är en amerikansk professionell ishockeyforward som spelar för Boston Bruins i National Hockey League (NHL).
Han har tidigare spelat för Providence Bruins i American Hockey League (AHL), Michigan Wolverines i National Collegiate Athletic Association (NCAA) samt Team USA i United States Hockey League (USHL).
Beecher draftades av Boston Bruins i första rundan i 2019 års draft som 30:e spelare totalt.

## Statistik
| 2016–2017   | Salisbury Knights      |             | 30 | 12 | 12 | 24 | —  | — | — | — | — | —  |
| 2017–2018   | Team USA               | USHL        | 34 | 9  | 16 | 25 | 18 | 8 | 2 | 5 | 7 | 4  |
|             | U.S. National U17 Team |             | 60 | 17 | 24 | 41 | 44 | — | — | — | — | —  |
| 2018–2019   | Team USA               | USHL        | 27 | 6  | 14 | 20 | 64 | — | — | — | — | —  |
|             | U.S. National U18 Team |             | 63 | 15 | 28 | 43 | 88 | — | — | — | — | —  |
| 2019–2020   | Michigan Wolverines    | NCAA        | 31 | 9  | 7  | 16 | 31 | — | — | — | — | —  |
| 2020–2021   | Michigan Wolverines    | NCAA        | 16 | 4  | 4  | 8  | 4  | — | — | — | — | —' |
| 2021–2022   | Michigan Wolverines    | NCAA        | 34 | 6  | 9  | 15 | 41 | — | — | — | — | —  |
|             | Providence Bruins      | AHL         | 9  | 3  | 2  | 5  | 0  | 2 | 0 | 1 | 1 | 2  |
| 2022–2023   | Providence Bruins      | AHL         | 61 | 9  | 14 | 23 | 38 | 4 | 0 | 0 | 0 | 0  |
| 2023–2024   | Boston Bruins          | NHL         | 1  | 0  | 0  | 0  | 7  | — | — | — | — | —  |
| NHL totalt  | NHL totalt             | NHL totalt  | 1  | 0  | 0  | 0  | 7  | — | — | — | — | —  |
| AHL totalt  | AHL totalt             | AHL totalt  | 70 | 12 | 16 | 28 | 38 | 6 | 0 | 1 | 1 | 2  |
| NCAA totalt | NCAA totalt            | NCAA totalt | 81 | 19 | 20 | 39 | 76 | — | — | — | — | —  |
| USHL totalt | USHL totalt            | USHL totalt | 61 | 15 | 30 | 45 | 82 | 8 | 2 | 5 | 7 | 4  |

### Internationellt
| Källa: Uppdaterad: 2023-10-12 | Källa: Uppdaterad: 2023-10-12 | Källa: Uppdaterad: 2023-10-12 |         | Utv = Utvisningsminuter | Utv = Utvisningsminuter | Utv = Utvisningsminuter | Utv = Utvisningsminuter | Utv = Utvisningsminuter |
| År                            | Lag                           | Mästerskap                    | Matcher | Mål                     | Assists                 | Poäng                   | Utv                     |                         |
| ----------------------------- | ----------------------------- | ----------------------------- | ------- | ----------------------- | ----------------------- | ----------------------- | ----------------------- | ----------------------- |
| 2019                          | USA                           | U18-VM                        | 7       | 3                       | 1                       | 4                       | 8                       |                         |
| 2020                          | USA                           | JVM                           | 5       | 0                       | 0                       | 0                       | 2                       |                         |
| Junior totalt                 | Junior totalt                 | Junior totalt                 | 12      | 3                       | 1                       | 4                       | 10                      |                         |